# نکاح رهط
نکاح رهط یا ازدواج رهط یک نوع از چند شوهری در عربستان قبل از اسلام بوده است.

در عربستان قبل از اسلام نوعی از چند همسری مرسوم بوده که به آن ازدواج رهط می‌گفتند. ازدواج رهط یعنی ازدواج مشارکتی یا دسته جمعی. گروهی از مردان که نباید بیشتر از ده نفر می‌بودند با یک زن رابطه برقرار می‌کردند و اگر فرزندی به دنیا می‌آمد، آن زن فرزندش را به هر یک از مردان که خود می‌خواست منتسب می‌کرد و او را پدر فرزند خود قرار می‌داد.